# Janenschia robusta
Janenschia robusta es la única especie conocida del género extinto  Janenschia  (“de Janesch”) de dinosaurio saurópodo macronario, que vivió a finales del período Jurásico, hace aproximadamente 152 millones de años, en el Kimmeridgiense, en lo que es hoy África. Janenschia robustus fue un gran saurópodo, cuadrúpedo, herbívoro, que como indica su nombre de especie, tenía una conformación robusta, llegando a medir 24 metros de largo y 6 de alto; su fémur medía 1,38 metros de largo.
Janenschia ha tenido una historia nomenclatural intrincada. En 1907, Eberhard Fraas en el "sitio P", a novecientos metros al sureste de la colina Tendaguru, descubrió dos esqueletos de saurópodos gigantescos. Fueron designados como "Esqueleto A" y "Esqueleto B". Los fósiles fueron transportados a la colección del Stuttgarter Naturaliensammlung en Stuttgart, Alemania. En 1908, Fraas decidió nombrar a ambos esqueletos como especies diferentes del género Gigantosaurus. El esqueleto A se convirtió en Gigantosaurus africanus y el esqueleto B se convirtió en Gigantosaurus robustus. La última especie se basó en el holotipo, SMNS 12144, un esqueleto parcial que consiste en un miembro posterior derecho. El nombre específico fue inspirado por la estructura pesada del animal. Al hacerlo, Fraas sabía muy bien que el nombre Gigantosaurus ya estaba preocupado por otro taxón, Gigantosaurus megalonyx, nombrado por Harry Govier Seeley en 1869. Fraas pensó que sus acciones podían justificarse por el hecho de que la descripción por Seeley había sido limitada y que el material de G. megalonyx ya había sido referido a otro género, Ornithopsis, por Richard Lydekker .
En 1911, Richard Sternfeld cambió el nombre de Gigantosaurus, Fraas 1908, a Tornieria, señalando que los argumentos de Fraas habían sido irrelevantes. Torniera africana se convirtió en la especie tipo del nuevo género. G. robustus fue colocado en Tornieria, como T. robusta. El movimiento de Sternfeld no fue bien recibido en Alemania, ya que había actuado sin el consentimiento del enfermo Fraas. En 1922, Werner Janensch, quien en Tendaguru había recopilado material adicional, en un artículo que describía la mano del animal anunció que seguiría usando el nombre de Gigantosaurus robustus. Afirmó que G. megalonyx era un nomen oblitum, olvidado y que las reglas de la nomenclatura zoológica no deberían tenerse en cuenta si causaban inestabilidad al reemplazar un nombre conocido por uno completamente nuevo. Al mismo tiempo, sinónimizo Tornieria con Barosaurus, se consideraba su especie tipo que luego se convirtió en Barosaurus africanus. Janensch, por el resto de su carrera, aplicaría constantemente el nombre Gigantosaurus robustus. En 1928, Sidney Henry Haughton asignó excepcionalmente Tornieria robusta a Barosaurus también, como Barosaurus robustus.
En 1930, el barón Franz Nopcsa rechazó los argumentos de Janensch. Admitió que Sternfeld había sido descortés, pero señaló que ICZN solo en 1927 recomendó que el autor original se involucrara en tales cambios de nombre. Por lo tanto, sería absurdo objetar un artículo escrito en 1911 y, en cualquier caso, la falta de cortesía no influyó en la validez del nombre. Nopcsa había encontrado varias menciones posteriores de G. megalonyx, que por lo tanto no había sido un nomen oblitum. Además, antes de 1922 , Gigantosaurus robustus no era precisamente un nombre muy conocido en sí mismo. A pesar de lo triste que podría ser, concluyó Nopcsa, era inevitable considerar a Tornieria como un nombre válido. SMNS 12144 fue posteriormente remitido a Tornieria por otros autores.

En 1991, el paleontólogo alemán Rupert Wild del Museo de Ciencias Naturales de Stuttgart aclaró el estatus taxonómico de G. robustus, al concluir que era genéricamente distinto de Tornieria. Lo renombró Janenschia en honor a Werner Janensch, quien había estudiado la fauna de vertebrados de Tendaguru. Janenschia se ubicó en la familia Titanosauridae, por lo que es el miembro más antiguo de Titanosauria.
Varios especímenes asignados anteriormente a Janenschia han sido reconocidos como géneros distintos. Dos vértebras dorsales anteriores y una posible vértebra cervical posterior, anteriormente referidas al género, se denominaron Tendaguria en 2000. Por otro lado, la serie vertebral caudal MB.R.2091.1–30 no se superpone con SMNS 12144 y en cambio representa el primer taxón de Mamenchisauridae de fuera de Asia, Wamweracaudia. El análisis cladístico reciente coloca a Janenschia como un saurópodo macronario no titanosauriforme.